# Diego Gasca de Salazar
Diego Gasca de Salazar (El Barco de Ávila, c. 1540 – Valladolid, 14 de marzo de 1603). Oidor en la Chancillería de Valladolid y en la Contaduría Mayor de Hacienda, gobernador interino del Consejo de Indias, consejero de Castilla, presidente del Concejo de la Mesta.
Hijo de Francisco de Salazar y de María Gasca, su mujer, que era hermana del obispo Pedro de la Gasca y del doctor Diego García de la Gasca. Fue, como sus expresados tíos, colegial de San Bartolomé de Salamanca. Licenciado en Leyes en 1565, ingresó como oidor en la Real Chancillería de Valladolid. En 1569 pasó como oidor a la Contaduría Mayor de Hacienda. 
En 1570 ocupó una vacante de ministro togado en el Consejo de Indias. Durante su permanencia en este organismo padecía los apuros económicos habituales entre los letrados. Ejerció la presidencia interina de este Consejo entre 1580 y 1584: desde la muerte de Antonio de Padilla hasta el nombramiento de Hernando de Vega.
Favorecido por el partido castellanista, obtuvo también plaza de consejero en el de Hacienda y fue varias veces propuesto para el de Castilla (por los presidentes Pazos y Barajas), hasta que accedió a este Consejo el 29 de septiembre de 1592. En esta institución, cabeza del régimen polisinodial, hizo una importante labor relacionada con su actuación previa en el Consejo de Indias. Formó parte de la junta que oyó las apelaciones de la visita de galeras concluida en 1596. En 1598 y 1599 fue presidente de turno del Concejo de la Mesta, compaginando esta labor con sus funciones en una de las salas de justicia del Consejo de Castilla.